# Ronde van Catalonië 2000
De 80ste editie van de Ronde van Catalonië (Catalaans: Volta a Catalunya) werd gehouden van 15 juni tot en met 22 juni 2000 in de gelijknamige autonome regio in Spanje. Dit rittenkoers telde acht etappes en ging over een afstand van 983,8 kilometer. 

## Etappeoverzicht
| etappe | datum   | start                | finish                | afstand | winnaar            | klassementsleider  |
| ------ | ------- | -------------------- | --------------------- | ------- | ------------------ | ------------------ |
| 1e     | 15 juni | La Pineda            | Vila-seca             | 21,8 km | ONCE-Deutsche Bank | David Cañada       |
| 2e     | 16 juni | Vila-seca            | Vilanova i la Geltrú  | 160 km  | Erik Zabel         | Marcos Serrano     |
| 3e     | 17 juni | Vilanova i la Geltrú | Badalona              | 154 km  | Erik Zabel         | Marcos Serrano     |
| 4e     | 18 juni | Badalona             | Barcelona             | 158 km  | Gabriele Missaglia | David Cañada       |
| 5e     | 19 juni | Argentona            | Roses                 | 159 km  | Giovanni Lombardi  | David Cañada       |
| 6e     | 20 juni | Roses                | Prades                | 164 km  | Giovanni Lombardi  | Pavel Tonkov       |
| 7e     | 21 juni | Prades               | Els Cortals D'Encamps | 154 km  | José María Jiménez | José María Jiménez |
| 8e     | 22 juni | Sant Julià de Lòria  | Alt de la Rabassa     | 12,8 km | José María Jiménez | José María Jiménez |

## Uitslagen

### 1e etappe
| La Pineda – Vila-seca (ploegentijdrit over 21,8 km) |                    |         |
| Plaats                                              | Ploeg              | Tijd    |
|                                                     | ONCE-Deutsche Bank | 26' 22" |
| 2                                                   | Vitalicio Seguros  | + 2"    |
| 3                                                   | Mapei-Quick Step   | + 4"    |

### 2e etappe
| Vila-seca – Vilanova i la Geltrú (160 km) |                 |                       |          |
| Plaats                                    | Naam            | Ploeg                 | Tijd     |
| Winnaar                                   | Erik Zabel      | Team Deutsche Telekom | 3u52'47" |
| 2                                         | Marcel Wüst     | Festina               | z.t.     |
| 3                                         | Zoran Klemenčič | Vini Caldirola        | z.t.     |

### 3e etappe
| Vilanova i la Geltrú – Badalona (154 km) |               |                       |          |
| Plaats                                   | Naam          | Ploeg                 | Tijd     |
| Winnaar                                  | Erik Zabel    | Team Deutsche Telekom | 3u53'21" |
| 2                                        | Sergej Ivanov | Farm Frites           | z.t.     |
| 3                                        | David Clinger | Festina               | z.t.     |

### 4e etappe
| Badalona – Barcelona (158 km) |                    |                  |          |
| Plaats                        | Naam               | Ploeg            | Tijd     |
| Winnaar                       | Gabriele Missaglia | Lampre-Daikin    | 3u38'15" |
| 2                             | Gianpaolo Mondini  | Cantina Tollo    | z.t.     |
| 3                             | Paolo Bettini      | Mapei-Quick Step | z.t.     |

### 5e etappe
| Argentona – Roses (159 km) |                   |                          |          |
| Plaats                     | Naam              | Ploeg                    | Tijd     |
| Winnaar                    | Giovanni Lombardi | Team Deutsche Telekom    | 3u40'44" |
| 2                          | Andrej Hauptman   | Vini Caldirola           | z.t.     |
| 3                          | Allan Johansen    | Memory Card-Jack & Jones | z.t.     |

### 6e etappe
| Roses – Prades (164 km) |                   |                       |          |
| Plaats                  | Naam              | Ploeg                 | Tijd     |
| Winnaar                 | Giovanni Lombardi | Team Deutsche Telekom | 3u55'33" |
| 2                       | Óscar Sevilla     | Kelme-Costa Blanca    | z.t.     |
| 3                       | José Luis Arrieta | Banesto               | z.t.     |

### 7e etappe
| Prades – Els Cortals D'Encamps (154 km) |                    |                       |          |
| Plaats                                  | Naam               | Ploeg                 | Tijd     |
| Winnaar                                 | José María Jiménez | Banesto               | 4u22'58" |
| 2                                       | Óscar Sevilla      | Kelme-Costa Blanca    | + 59"    |
| 3                                       | Jörg Jaksche       | Team Deutsche Telekom | + 2' 10" |

### 8e etappe
| Sant Julià de Lòria – Alt de la Rabassa (individuele tijdrit over 12,8 km) |                    |                    |        |
| Plaats                                                                     | Naam               | Ploeg              | Tijd   |
| Winnaar                                                                    | José María Jiménez | Banesto            | 28'27" |
| 2                                                                          | Roberto Heras      | Kelme-Costa Blanca | + 13"  |
| 3                                                                          | Leonardo Piepoli   | Banesto            | + 28"  |

## Eindklassementen

### Algemeen klassement
| Plaats | Naam                | Ploeg                 | Tijd      |
| ------ | ------------------- | --------------------- | --------- |
|        | José María Jiménez  | Banesto               | 24u36'59" |
| 2      | Óscar Sevilla       | Kelme-Costa Blanca    | + 41"     |
| 3      | Leonardo Piepoli    | Banesto               | + 3' 41"  |
| 4      | Jörg Jaksche        | Team Deutsche Telekom | + 4' 15"  |
| 5      | Manuel Beltran      | Mapei-Quick Step      | + 4' 55"  |
| 6      | Eladio Jiménez      | iBanesto.com          | + 5' 05"  |
| 7      | Fernando Escartin   | Kelme-Costa Blanca    | + 5' 44"  |
| 8      | Roberto Sgambelluri | Cantina Tollo         | + 5' 51"  |
| 9      | Axel Merckx         | Mapei-Quick Step      | + 6' 00"  |
| 10     | Pavel Tonkov        | Mapei-Quick Step      | + 6' 10"  |

### Bergklassement
| Plaats    | Naam               | Ploeg              | Punten |
| --------- | ------------------ | ------------------ | ------ |
| Rode trui | Óscar Sevilla      | Kelme-Costa Blanca | 79     |
| 2         | José María Jiménez | Banesto            | 58     |
| 3         | Roberto Heras      | Kelme-Costa Blanca | 51     |

### Puntenklassement
| Plaats     | Naam               | Ploeg              | Punten |
| ---------- | ------------------ | ------------------ | ------ |
| Witte trui | Óscar Sevilla      | Kelme-Costa Blanca | 58     |
| 2          | José María Jiménez | Banesto            | 51     |
| 3          | Roberto Heras      | Kelme-Costa Blanca | 41     |

### Sprintklassement
| Plaats      | Naam              | Ploeg                 | Punten |
| ----------- | ----------------- | --------------------- | ------ |
| Blauwe trui | Guido Trenti      | Cantina Tollo         | 14     |
| 2           | Jörg Jaksche      | Team Deutsche Telekom | 6      |
| 3           | Gianpaolo Mondini | Cantina Tollo         | 6      |

### Ploegenklassement
| Plaats | Ploeg              | Tijd      |
| ------ | ------------------ | --------- |
|        | Banesto            | 82u02'14" |
| 2      | Vitalicio Seguros  | + 46"     |
| 3      | Kelme-Costa Blanca | + 1' 29"  |

1911 · 1912 · 1913 · 1914-1919 · 1920 · 1921-1922 · 1923 · 1924 · 1925 · 1926 · 1927 · 1928 · 1929 · 1930 · 1931 · 1932 · 1933 · 1934 · 1935 · 1936 · 1937 · 1938 · 1939 · 1940 · 1941 · 1942 · 1943 · 1944 · 1945 · 1946 · 1947 · 1948 · 1949 · 1950 · 1951 · 1952 · 1953 · 1954 · 1955 · 1956 · 1957 · 1958 · 1959 · 1960 · 1961 · 1962 · 1963 · 1964 · 1965 · 1966 · 1967 · 1968 · 1969 · 1970 · 1971 · 1972 · 1973 · 1974 · 1975 · 1976 · 1977 · 1978 · 1979 · 1980 · 1981 · 1982 · 1983 · 1984 · 1985 · 1986 · 1987 · 1988 · 1989 · 1990 · 1991 · 1992 · 1993 · 1994 · 1995 · 1996 · 1997 · 1998 · 1999 · 2000 · 2001 · 2002 · 2003 · 2004 · 2005 · 2006 · 2007 · 2008 · 2009 · 2010 · 2011 · 2012 · 2013 · 2014 · 2015 · 2016 · 2017 · 2018 · 2019 · 2020 · 2021 · 2022 · 2023 · 2024 · 2025